# Ambaliha (geslacht)
Ambaliha is een geslacht van vlinders van de familie slakrupsvlinders (Limacodidae).

## Soorten
- A. dochmosema (Turner, 1901)
- A. exsanguis (Saalmüller, 1880)
- A. integer (Turner, 1926)
- A. lactea Swinhoe, 1892
- A. lozogramma (Turner, 1902)
- A. parva (Turner, 1920)
- A. vadoni (Viette, 1965)